# Meliturgula ornata
Meliturgula ornata är en biart som först beskrevs av Popov 1951.  Meliturgula ornata ingår i släktet Meliturgula och familjen grävbin. Inga underarter finns listade i Catalogue of Life.